# Горлов, Николай Матвеевич
Никола́й Матве́евич Го́рлов (16 декабря 1908, Российская империя — 6 ноября 1989, Москва, СССР) — советский актёр театра и кино. Заслуженный артист РСФСР (1987).

## Биография
Родился 16 декабря 1908 года в многодетной семье, состоящей из пяти детей.
После окончания школы в 1928 году устроился учеником в Молокосоюз. На следующий год был принят в московский ТРАМ.
В 1935 году окончил Театральный техникум при МХАТ СССР им. М. Горького. В 1929—1939 годах играл в Театре рабочей молодёжи, затем был актёром студии «Союздетфильм», Тбилисской киностудии, Театра-студии киноактёра. Там он играл в спектаклях: Бранденбургские ворота, Онджело, Обыкновенное чудо, Мандат. С 1958 года — в штате «Мосфильма» и студии им. М. Горького.
Мастер эпизодических ролей. Яркий комедийный актёр, игравший забавных персонажей «из народа».
Был дважды женат. Первая жена — Александра Тихоновна Сущенко (1913—2001). От первого брака у него родился сын Игорь (1932—2000). Его дочь Марина (род. 16.10.1959) в подростковом возрасте играла в таких картинах, как «Юнга Северного флота», «Всё дело в брате», «Четвёртая высота». Вторая жена — Клавдия Григорьевна Фрадкина (1911—1987).
Скончался 6 ноября 1989 года в Москве. Урна с прахом захоронена в могиле жены на Даниловском кладбище.

## Признания и награды
- Заслуженный артист РСФСР (1987)

## Фильмография
1. 1934 — Гармонь — Митя
2. 1937 — Дума про казака Голоту — атаман Левко
3. 1938 — Друзья из табора — повар
4. 1939 — В людях — приказчик
5. 1939 — Всадники — майор Пунцов
6. 1939 — Комендант Птичьего острова — лейтенант пограничного катера
7. 1940 — Яков Свердлов — Миронов
8. 1940 — Салават Юлаев — Архип
9. 1941 — Конёк-Горбунок — Гаврила
10. 1941 — Гибель «Орла» — кок
11. 1942 — Мост — немец
12. 1944 — Малахов курган — краснофлотец
13. 1945 — Золотая тропа — Гужинский
14. 1946 — Клятва — немецкий офицер
15. 1947 — Поезд идёт на восток — Василий Васильевич, представитель завода
16. 1953 — Огни на реке — речник с «Ашхабада», взявший сестрёнку Кости на руки
17. 1954 — Налим — жених
18. 1954 — Море студёное — посол
19. 1955 — Ляна — шофёр Саша
20. 1956 — Убийство на улице Данте — офицер
21. 1956 — Драгоценный подарок — рыбак
22. 1957 — Поединок — подпрапорщик Золотухин
23. 1957 — Страницы былого — блондин
24. 1957 — Борец и клоун — грузчик в одесском порту
25. 1958 — Жизнь прошла мимо — жулик
26. 1958 — Идиот — человек из свиты Рогожина
27. 1959 — Василий Суриков — Кузьма
28. 1959 — В людях — приказчик
29. 1963 — Слепая птица — виолончелист
30. 1963 — Когда казаки плачут — Стешка
31. 1964 — Товарищ Арсений — жандарм (нет в титрах)
32. 1965 — Приезжайте на Байкал — парикмахер
33. 1966 — Весёлые расплюевские дни — чиновник
34. 1966 — Волшебная лампа Аладдина — слуга шаха
35. 1966 — Неуловимые мстители — отец Грини, Семён Кандыба
36. 1967 — Разбудите Мухина! — гвардеец
37. 1970 — Удивительный заклад — Порфирьев
38. 1970 — Пассажир с «Экватора» — Лунь
39. 1970 — Бег — епископ Африкан
40. 1970 — Карусель — музыкант-сплетник (нет в титрах)
41. 1971 — Офицеры — красноармеец
42. 1971 — 12 стульев — Полесов
43. 1972 — Визит вежливости — раб в харчевне
44. 1972 — Золотые рога — эпизод
45. 1972 — Ехали в трамвае Ильф и Петров — пассажир трамвая
46. 1972 — Нам некогда ждать — эпизод
47. 1973 — Семнадцать мгновений весны — портье
48. 1973 — Совсем пропащий — кассир
49. 1973 — Бесстрашный атаман
50. 1973 — С тобой и без тебя
51. 1973 — Капля в море — пассажир в автобусе
52. 1973 — Надежда — филёр
53. 1973 — За час до рассвета — Орлов, ротмистр
54. 1973 — Иван Васильевич меняет профессию — посол (нет в титрах)
55. 1974 — Последнее лето детства — Панфилов
56. 1974 — Фронт без флангов — немецкий офицер
57. 1975 — Большой аттракцион
58. 1975 — Шторм на суше
59. 1975 — Это мы не проходили — алкоголик
60. 1975 — Не может быть! — гость
61. 1975 — Пропавшая экспедиция — Усатый
62. 1975 — Марк Твен против… — кабатчик
63. 1976 — Легенда о Тиле — босяк
64. 1976 — Они сражались за Родину — санитар
65. 1976 — Честное волшебное
66. 1976 — По волчьему следу
67. 1976 — Ты — мне, я — тебе — Михей Иванович
68. 1976 — Золотая речка — Усатый
69. 1976 — Два капитана
70. 1976 — Всё дело в брате — член приёмной комиссии в цирковом училище
71. 1977 — Поединок в тайге
72. 1977 — Судьба — дед Потап, колхозник
73. 1977 — Пыль под солнцем — красноармеец
74. 1977 — Хождение по мукам — Григорий Распутин
75. 1977 — Колыбельная для мужчин — бригадир грузчиков
76. 1977 — «Посейдон» спешит на помощь — боцман «Кайры»
77. 1978 — Следствие ведут ЗнаТоКи. До третьего выстрела — дедушка Миши
78. 1978 — Баламут — продавец яиц
79. 1978 — Отец Сергий — отец Никодим
80. 1978 — Инкогнито из Петербурга — дирижёр
81. 1978 — Дуэнья — монах
82. 1978 — Супруги Орловы — сосед Орловых
83. 1979 — Несколько дней из жизни И. И. Обломова — старик, крепостной Обломовых
84. 1979 — На новом месте
85. 1979 — Возьми меня с собой
86. 1979 — Прилетал марсианин в осеннюю ночь
87. 1979 — Цыган
88. 1980 — Ночное происшествие — дворник (в титрах Г. Горлов)
89. 1980 — Дом на Лесной
90. 1980 — О бедном гусаре замолвите слово — провинциальный актёр (нет в титрах)
91. 1980 — Три года — Степан, приказчик
92. 1980 — Полёт с космонавтом — шофёр молоковоза
93. 1981 — Рождённые бурей
94. 1981 — Смотри в оба! — священнослужитель отец Егорий
95. 1981 — Бедная Маша
96. 1982 — Отцы и деды — доминошник
97. 1982 — Нас венчали не в церкви — архиерей
98. 1982 — Похождения графа Невзорова
99. 1982 — Чародеи — член учёного совета
100. 1983 — Семь часов до гибели — фельдшер
101. 1983 — Карантин — человек у таксофона
102. 1984 — Человек-невидимка — извозчик с кнутом в кабачке «Весёлые крикетисты»
103. 1984 — Мёртвые души — часовой
104. 1984 — Маленькое одолжение — дедушка на свадьбе
105. 1984 — Приходи свободным — начальник тюрьмы
106. 1985 — Багратион
107. 1986 — В распутицу — колхозник
108. 1987 — Визит к Минотавру — понятой
109. 1988 — Гулящие люди
110. 1989 — Закон — Митрич

### Киножурнал «Ералаш»
1. 1978 — Выпуск № 16 (сюжет «Царевна-Несмеяна») — боярин (в титрах не указан)
2. 1979 — Выпуск № 21 (сюжет «Хочу в кино!») — актёр (в титрах не указан)

## Озвучивание мультфильмов
1. 1951 — Сердце храбреца